# José Raúl López López
José Raúl López López – auch bekannt als Fonini – (* 12. November 1968 in Morón; † 14. Oktober 2010 ebenda) war ein kubanischer Fußballspieler.
Der aufgrund seiner ausgeprägten Spielübersicht und seiner individuellen Technik auch oft „el Mago“, der Zauberer, genannte Spieler gehörte in den 1990er Jahren zu den herausragenden Fußballern Kubas. Der aufgrund seiner Haarpracht auch mit dem Kolumbianer Carlos Valderrama verglichene Fonini wurde 1993 mit dem FC Ciego de Ávila kubanischer Landesmeister und zwei Jahre darauf Vizemeister. 1997 gewann er die Supercopa de Campeones. Zudem spielte er mehrfach für die kubanische Fußballnationalmannschaft. Nachdem ihn der seinerzeitige italienische Nationaltrainer Kubas, Giovanni Campari bei den Qualifikationsspielen zur Fußball-Weltmeisterschaft 1998 in Frankreich nicht berücksichtigte, zog er sich vom aktiven Fußball zurück.
Obwohl von physischen Problemen geplagt, versuchte er 2004 im Alter von 35 Jahren ein Comeback. Er war dabei angespornt von der Hoffnung, bei der II. Olimpiada del Deporte Cubano gemeinsam mit seinem Sohn Yasmani in einer Mannschaft zu spielen. In der Tat traten im April des Jahres beide gemeinsam für die Auswahl von Ciego de Ávila gegen die Auswahl von Centrales an, was das erste Mal war, dass in Kuba Vater und Sohn gleichzeitig in einer Mannschaft spielten.